# Jamajka na Letnich Igrzyskach Olimpijskich Młodzieży 2010
Jamajkę na Letnich Igrzyskach Olimpijskich Młodzieży 2010 w Singapurze reprezentowało 15 sportowców w 3 dyscyplinach.

## Skład kadry

### Badminton
- Dennis Coke - 4 miejsce w fazie grupowej

### Lekkoatletyka
Chłopcy:
- Odane Skeen - bieg na 100 m -  złoty medal
- Lennox Williams - bieg na 400 m - nie startował w finale
- Stefan Fennell - bieg na 110 m przez płotki - 4 miejsce
- Ashinia Miller - pchnięcie kulą - 13 miejsce
- Frederic Dacres - rzut dyskiem - 10 miejsce

Dziewczęta:
- Shericka Jackson - bieg na 200 m - 4 miejsce
- Olivia James - bieg na 400 m - 6 miejsce
- Megan Simmonds - bieg na 100 m przez płotki - 4 miejsce
- Sasha Gaye Marston - rzut dyskiem - 10 miejsce
- Janieve Russell - skok w dal - 7 miejsce
- Rochelle Farquarson - trójskok - 4 miejsce
- Shanice Hall - skok wzwyż - nie wystartowała

### Pływanie
Chłopcy:
- Brian Forte
  - 50 m st. dowolnym - 28 miejsce w kwalifikacjach
  - 100 m st. dowolnym - 42 miejsce w kwalifikacjach

Dziewczęta:
- Kendese Nangle
  - 50 m st. grzbietowym - 12 miejsce w półfinale
  - 100 m st. grzbietowym - 27 miejsce w kwalifikacjach